# Borís Tomaixevski
Borís Víktorovitx Tomaixevski (en rus, Борис Викторович Томашевский; Sant Petersburg, 29 de novembre de 1890 – Hurzuf, 24 d'agost de 1957) va ser un teòric del formalisme rus i historiador de la literatura russa. Va ser un membre del cercle lingüístic de Moscou i l'OPOJAZ.
Tomaixevski va rebre formació en estadística i enginyeria elèctrica a Lieja i París. Es va incorporar a l'Institut d'Història d'Art el 1921, però més tard es va traslladar a la Casa Puixkin, on va dirigir el departament de manuscrits entre 1946 i 1957 i el departament d'estudis de Puixkin el 1957. Va ser involucrat en l'elaboració del Diccionari Uixakov i va supervisar les primeres edicions soviètiques de Puixkin i les obres completes de Fiódor Dostoievski. També va ajudar a establir el Museu Puixkin de Hurzuf, un poble costaner de Crimea, on va morir i va ser enterrat.
La seva monografia Teorija literatury. Poetika (Leningrad, 1925), va ser la primera exposició sistemàtica de la doctrina formalista. Tomaixevski distingeix tres actituds en la investigació literària: la històrica, la teòrica i la normativa, que es consolidarien posteriorment en la història, la teoria i la crítica literària. Un altre important treball teòric és The Writer and the Book: An Outline of Textology (1928). Estava especialment interessat en la teoria de la versificació. En els seus estudis mètrics, seguint els passos d'Andrei Beli, va aplicar procediments estadístics per a l'estudi de la poesia russa i va tenir èxit en «elevar la versificació a una ciència quantificada».